# Özgür Yasar
Özgur Yasar, född 26 november 1981, är en kurdisk-svensk fotbollsspelare som spelar för Newroz FC. Han har även spelat för Norrköping Futsal Klubb och Hammarby IF i Svenska Futsalligan.

## Karriär
Yasars moderklubb är Norsborgs IF. Under säsongerna 2004 till 2006 spelade han i superettan. 2004 i FC Café Opera och därefter i Väsby United. Totalt blev det 54 matcher och 6 mål i Väsby. 2009 spelade han åter i superettan, då i Vasalunds IF.
2012 återvände Özgur Yasar till Syrianska FC. Inför säsongen 2016 gick Yasar till  division 2-klubben IFK Haninge.